# Georgij Berjozko
Georgij Berjozko (russisk: Георгий Сергеевич Берёзко) (født 7. september 1905 i Vilnius i det Russiske Kejserrige, død 2. november 1982 i Moskva i Sovjetunionen) var en sovjetisk filminstruktør og manuskriptforfatter.

## Filmografi
- Hvis i morgen er krig (Если завтра война..., 1938)[1][2]